# Oeneis stanislaus
Oeneis stanislaus är en fjärilsart som beskrevs av Hovanitz 1937. Oeneis stanislaus ingår i släktet Oeneis och familjen praktfjärilar. Inga underarter finns listade i Catalogue of Life.